# Медичи ди Оттаяно, Франческо
Франческо Медичи ди Оттаяно (итал. Francesco de' Medici di Ottaiano; 28 ноября 1808, Неаполь, Неаполитанское королевство — 11 октября 1857, Рим, Папская область) — итальянский куриальный кардинал. Префект Дома Его Святейшества с 28 января 1842 по 2 августа 1847. Префект Апостольского дворца с 17 мая 1850 по 16 июня 1856. Кардинал-дьякон с 16 июня 1856, с титулярной диаконией Сан-Джорджо-ин-Велабро с 19 июня 1856.